# Jose Fuerte Advincula
Jose Fuerte Advincula, OP (Dumalag, 30 de març de 1952) és un cardenal i bisbe catòlic filipí, des del 25 de març de 2021 arquebisbe metropolità de Manila

## Biografia
Jose Fuerte Advincula va néixer el 30 de març de 1952 a Dumalag, provincia i arxidiòcesi de Capiz, a les Filipines; és un dels dotze fills, sis nens i sis nenes, de Jose Firmalino Advincula i Carmen Falsis Fuerte.
La seva és una família de devots catòlics, que han donat a l'Església diversos sacerdots: el seu germà gran, el difunt mossèn "Manong Ben" Advincula, i el seu germà petit, el pare Neil Peter "Petbong" Advincula, rector de Cuartero a l'arxidiòcesi de Capiz; el seu cosí germà per part de la seva mare, el pare Antonio Fuerte Arinquin de Dumarao ; el seu oncle, germà de la seva mare, mossèn Siforiano Fuerte, i el seu cosí mossèn Edmundo Fuerte.

### Formació i ministeri sacerdotal
Després d'acabar els estudis primaris a la seva ciutat natal, es va matricular a l'institut del seminari "Sant Pius X" de Roxas, on també va estudiar filosofia. Va rebre la seva ordenació sacerdotal el 14 d'abril de 1976, a la catedral de la Immaculada Concepció de Roxas, esdevenint sacerdot a l'edat de 24 anys com a prevere de l'arquebisbat de Capiz.
Una mica més tard va ser nomenat director espiritual del Seminari "Sant Pius X", on havia estat estudiant, ocupant també els càrrecs de professor i degà d'estudis. Més tard es va traslladar a la capital Manila, on va assistir primer a cursos de teologia a la Universitat de Santo Tomás, després va estudiar psicologia a la Universitat De La Salle i finalment de nou dret canònic a la Universitat de Santo Tomás. Després es va traslladar a Roma per a una estada d'estudis a la Universitat Pontifícia de Sant Tomàs d'Aquino, on va obtenir una llicència en dret canònic.
En tornar a la seva terra, va servir al Seminari de Vigan a l'arquebisbat de Nova Segòvia, de 1990 a 1993, i després a la regional de Jaro a l'arxidiòcesi homònima, a partir de 1993. L'any 1995 va tornar al Seminari "Sant Pius X "a Capiz, aquesta vegada com a rector, ocupant també els càrrecs de defensor del vincle, promotor de la justícia i vicari judicial, de 1996 a 2001, en l'àmbit diocesà. El 19 de març de 1997 el papa Joan Pau II li va conferir, als quaranta-cinc anys, el títol honorífic de capellà a Sa Santedat. L'any 1999 va esdevenir rector de Santo Tomas de Vilanueva a Dao, càrrec que va ocupar fins al seu ascens a l'episcopat.

### Ministeri Episcopal i Cardenalat

#### Bisbe de San Carlos

Escut del bisbe de San Carlos.

El 25 de juliol de 2001 el papa Joan Pau II el va nomenar bisbe de San Carlos; succeint Nicolas Mollenedo Mondejar, de setanta-sis anys, primer bisbe de la diòcesi, que es va jubilar després d'haver arribat al límit d'edat després de catorze anys de govern pastoral. Va rebre la consagració episcopal el 8 de setembre següent, a la catedral de la Immaculada Concepció de Roxas, per imposició de les mans d'Antonio Franco, arquebisbe titular de Gallese i nunci apostòlic a les Filipines, assistit pels co-consagradors Onesimo Cadiz Gordoncillo, arquebisbe metropolità de Capiz, i Angel Nacorda Lagdameo, arquebisbe metropolità de Jaro. Va prendre possessió de la diòcesi durant una cerimònia celebrada a la catedral de San Carlo Borromeo de San Carlos l'11 de setembre. Com a lema episcopal, el nou bisbe Advincula va triar Audiam, que traduït significa "escoltaré".

#### Arquebisbe de Capiz

Escut com arquebisbe de Capiz.

El 9 de novembre de 2011, el papa Benet XVI el va promoure arquebisbe metropolità de Capizva succeir a Onesimo Cadiz Gordoncillo, de setanta-sis anys, que va dimitir després d'haver arribat al límit d'edat després de vint-i-cinc anys de govern pastoral. Va prendre possessió de l'arxidiòcesi durant una cerimònia celebrada a la Catedral de la Immaculada Concepció de Capiz l'11 de gener de 2012. El 29 de juny, dia de la solemnitat dels sants Pere i Pau, va anar a la basílica de Sant Pere del Vaticà on el papa li va imposar el pal·li, símbol de comunió entre el metropolità i la Santa Seu.
Dins de la Conferència de Bisbes Catòlics de les Filipines va ser membre de la comissió per a la doctrina de la fe i de la dels pobles indígenes així com president de la comissió per a la cultura; actualment és presidenta de la comissió de congressos eucarístics internacionals i de l'oficina de la dona.
El 25 d'octubre de 2020, durant l'Àngelus dominical, el papa Francesc va anunciar la seva creació com a cardenal en el consistori del 28 de novembre següent; amb 68 anys, és el novè cardenal filipí de la història de l'Església, el primer a dirigir l'arxidiòcesi de Capiz. A causa de les restriccions vinculades a la pandèmia de la COVID-19, no va poder participar físicament a la cerimònia, que va tenir lloc a les 16:00 a l'altar de la Càtedra de la Basílica de Sant Pere del Vaticà, mentre participava en la celebració via videoconferència; se li va concedir el títol presbiteral de San Vigilio, establert durant el mateix consistori.
El 16 de desembre següent va ser nomenat membre de la Congregació per al Clergat juntament amb el cardenal Cornelius Sim.

#### Arquebisbe de Manila
El 25 de març de 2021, el papa Francesc el va nomenar arquebisbe metropolità de Manila; va succeir el cardenal Luis Antonio Tagle, nomenat prefecte de la Congregació per a l'Evangelització dels Pobles el 8 de desembre de 2019.
El 18 de juny va rebre el capell i l'anell de cardenal de mans de l'arquebisbe Charles John Brown, nunci apostòlic a les Filipines, durant una cerimònia a la catedral de la Immaculada Concepció de Roxas.
Va prendre possessió de l'arxidiòcesi el 24 de juny següent durant una celebració que va tenir lloc a la catedral de la Immaculada Concepció de Manila.
El 8 de desembre del mateix any el nunci apostòlic a les Filipines li va imposar el pal·li de l'arquebisbat .